# Бхадра (индуизм)
Бхадра — имя нескольких второстепенных богинь в индуизме — жены Куберы, дочери Чандры, жены Кришны и горной спутнице (Ашта Найке) богини Дурги.

## Жена Куберы
Бхадра, также называемая Якши, Чхави, Риддхи, Манорама, Нидхи, Сахадеви и Кубери является богиней благоприятности, описываемой как жена бога богатства Куберы. Она была дочерью асура по имени Мура. У Бхадры и Куберы было трое сыновей по имени Налакувара, Манигрива и Маюраджа, а также дочь по имени Минакши. Позже она ушла в Алкапури со своим мужем после того, как Равана вторгся и захватил Ланку, которая сейчас называется Шри-Ланкой.

## Дочь Чандры
Так же Бхадра — имя дочери Чандры и была замужем за мудрецом по имени Утатья. Бог моря Варуна, который прежде был влюблен в неё, унес её из обители Утатьи и не хотел отдать её Нараде, который был послан, чтобы вернуть её. Утатья в ярости поглотил всё море, но Варуна не отпускал её. По желанию Утатьи озеро Варуны высохло, а океан растворился. Тогда святой обратился и к реке: — «Сарасвати, исчезни в пустынях, и пусть земля, покинутая ей, станет нечистой». «После того, как река высохла, Варуна подчинился Утатье и вернул Бхадру. Мудрец был рад получить ее обратно, и вернул воду назад.

## Жена Кришны
Бхадра — одна из Аштабхарьев, восьми главных жен-супруг индуистского бога и царя Кришны, согласно священному писанию «Бхагавата-пурана». Там она названа восьмой женой Кришны и идентифицирована как его двоюродная сестра (её мать была сестрой его отца). В Вишну-пуране и Хариванше она упоминается как «дочь Дхриштакету» или «принцесса Кекея».

## Жена Вьюшитасвы
Бхадра (в других версиях — Вадра) была дочерью Какшивата и женой царя из династии Пуру Вьюшитатствы. Когда её муж умер, не оставив сыновей, она намеревалась покончить с собой, чтобы последовать за своим мужем в страну мёртвых. Но в этот момент потусторонний голос приказал ей, чтобы она вступила в половую связь с трупом своего мужа на восьмой и четырнадцатый день по лунному календарю. Она последовала указанию и после омовения совершила половой акт с трупом, в результате которого родилось семеро сыновей — четыре Мадраса и три Салвы.